# Lydella minense
Lydella minense là một loài ruồi trong họ Tachinidae.